# Escândalo de Amor
Escândalo de Amor é um álbum de estúdio da dupla sertaneja Edson & Hudson. O lançamento oficial ocorreu dia 9 de outubro de 2015 e foi distribuído pela Universal Music Group em parceria com a Live Talentos. Escândalo de Amor traz 12 músicas, oito delas inéditas, com algumas parcerias de peso e de sucesso, como o dueto com Bruno & Marrone em "Contagem Regressiva". Gusttavo Lima divide "Tem Que Ter Paixão" com os irmãos. João Neto & Frederico, além de assinarem muitas composições, participam de "Viciado em Você", também escrita por eles.

## Faixas
| N.º | Título                                          | Compositor(es)                                                    | Duração |  |
| 1.  | "Guarda-Roupa Vazio"                            | Allan Piter/Christian Luz                                         | 2:59    |  |
| 2.  | "Escândalo de Amor"                             | Fátima Leão/Waléria Leão/Rodrigo Oliveira/Alex Torricelli         | 3:04    |  |
| 3.  | "Contagem Regressiva" (part. Bruno & Marrone)   | Gabriel Agra/Maraisa/Frederico                                    | 3:21    |  |
| 4.  | "Vai Ser Gostoso"                               | Paula Mattos/Silmara Nogueira/Pedro Viana/Vinny Peres             | 3:26    |  |
| 5.  | "Entre Milhões"                                 | Edson/Vitor Cadorini                                              | 3:22    |  |
| 6.  | "Viciado em Você" (part. João Neto & Frederico) | João Neto/Frederico/Diego Ferreira/Everton Matos/Gabriel Agra     | 3:01    |  |
| 7.  | "Sou o Mesmo (Soy El Mismo)"                    | Geoffrey Rojas/Daniel Santacruz/versão: Edson/Victor Kelly        | 3:30    |  |
| 8.  | "Prefiro a Saudade"                             | Paula Mattos/Mariano/Bruno Silva                                  | 2:54    |  |
| 9.  | "Tem Que Ter Paixão" (part. Gusttavo Lima)      | João Neto/Frederico/Everton Matos/Diego Ferreira/Hugo Del Vecchio | 2:59    |  |
| 10. | "Oh! Judiação"                                  | Edson/Marquinho                                                   | 3:00    |  |
| 11. | "Então Para"                                    | Edson/Hudson                                                      | 3:17    |  |
| 12. | "Mil Livros"                                    | Edson/Hudson/Christian Luz                                        | 2:43    |  |

## Ficha Técnica
- Produção: Universal Music
- Produção Executiva: Live Talentos
- Direção: Luis Gustavo Garcia
- Direção Artística: Victor Kelly
- Mixagem e masterização: Alê Gaiotto
- Supervisão de A&R: Miguel Afonso
- Coordenação A&R: Igor Alarcon e Patrícia Aidas